# Trichilia heterophylla
Trichilia heterophylla là một loài thực vật có hoa trong họ Meliaceae. Loài này được A. Juss. miêu tả khoa học đầu tiên năm 1830.